# 蘇蘭·加扎良
蘇蘭·加扎良（俄语：Сурен Владимирович Газарян，1974年7月8日—）是俄羅斯的一位動物學家與環保運動人士，專業領域為蝙蝠學。他於1974年出生於克拉斯诺达尔，1996年畢業於库班国立大学生物學系，2001年自俄羅斯科學院生態與演化研究所畢業，研究主題為西高加索地區蝙蝠的生態。
1990年代加扎良進行野外考察時即發現蝙蝠棲地受到非法砍伐與工程的破壞，因而投身環保運動，與非政府組織北高加索环境观察（Environmental Watch of the North Caucasus，EWNC）合作，成功阻止了Chernogorye野生保護區中的森林盜伐。隨後他又發現克拉斯诺达尔一帶也有若干侵佔保護區用地的開發工程，包括在烏特里什野生動物保護區（Utrish Wildlife Refuge）內為時任俄羅斯總統梅德韋傑夫建造一座行宮的計畫，2009年加扎良在當地組織抗議者阻擋推土機進入保護區，並與國內其他環保人士合作，實名在網路上發表許多文章和影片，收集數萬人簽名連署請求梅德韋傑夫中止此計劃，期間曾在一次抗議中被警方逮捕。2010年俄羅斯政府以烏特里什野生動物保護區為基礎建立了烏特里什自然保護區，並停止建設總統行宮的計畫。此後，加扎良也組織抗議2014年索契冬奧的開發工程對黑海沿岸自然保護區與國家公園的嚴重破壞。
加扎良因多次抗議活動而受到相當政治壓力，於2012年被判三年的感化令，在被關押的威脅下他離開俄羅斯，前往愛沙尼亞並獲政治庇護。2013年加扎良獲俄羅斯綠色和平頒發國家環境獎，2014年因長期對環保運動的努力而獲頒有「綠色諾貝爾獎」之稱的高曼環境獎。加扎良也是俄羅斯反對派協調委員會的成員，他現居於德國，並繼續在高加索地區（喬治亞）從事蝙蝠研究。